# Skáli
Skáli is een dorp dat behoort tot de gemeente Runavíkar kommuna in het oosten van het eiland Eysturoy op de Faeröer. Skáli heeft 618 inwoners. De postcode is FO 480. Er is ook een voetbalclub actief in Skáli die speelt onder de naam Skála ÍF (Skála Ítróttarfelag) in het Skála Stadion dat een maximumcapaciteit heeft van 2000 toeschouwers.

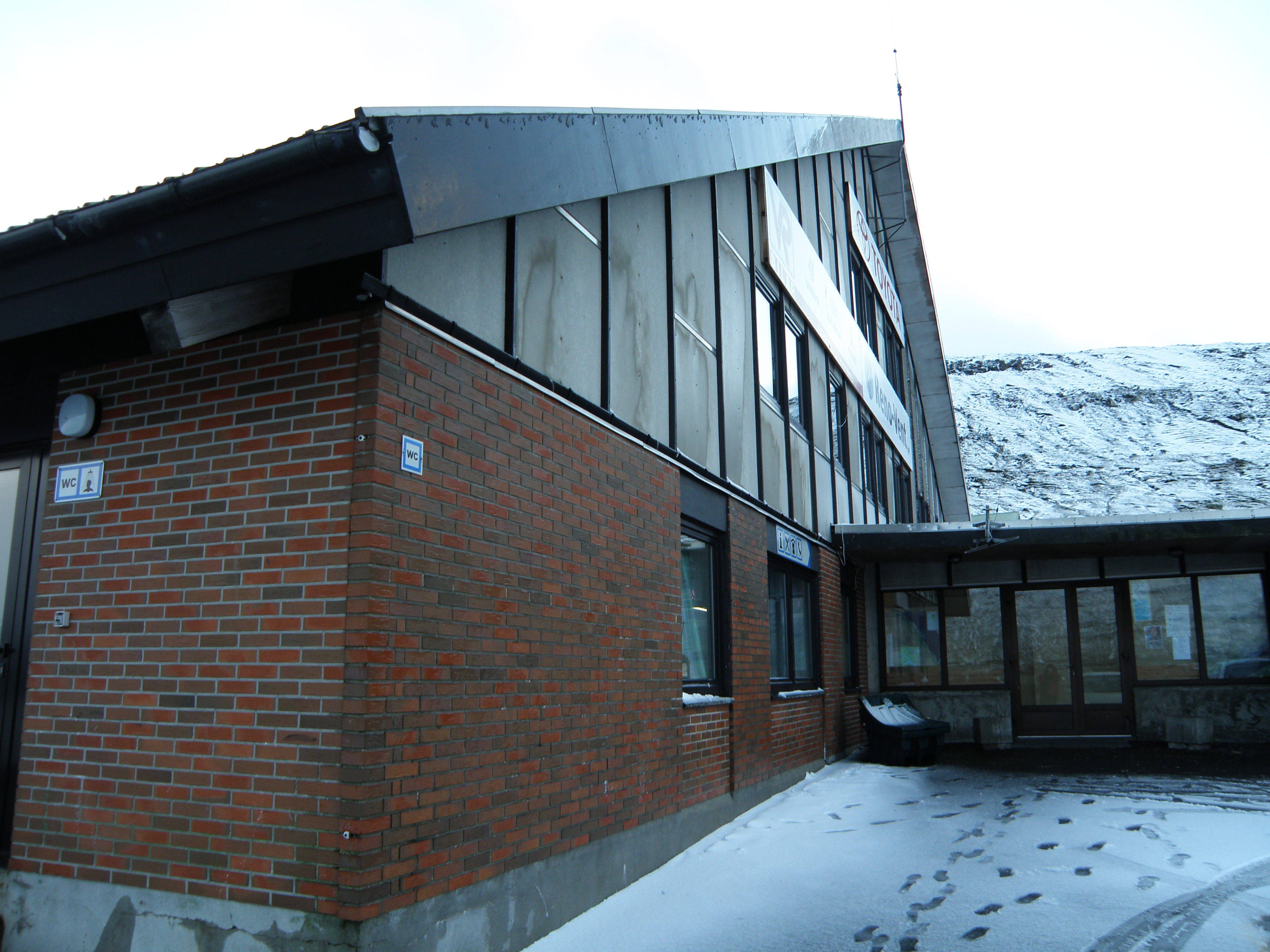
Sporthal van Skáli